# Thomas Brock

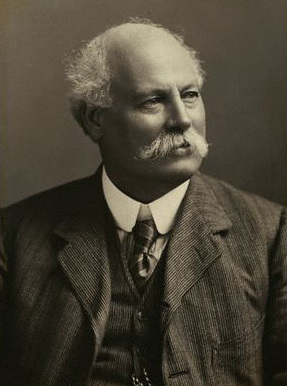

Sir Thomas Brock KCB RA (1 de março de 1847 - 22 de agosto de 1922) foi um escultor e medalhista inglês, notável pela criação de várias grandes esculturas e monumentos públicos na Grã-Bretanha e no exterior no final do século XIX e início do século XX. Sua obra mais famosa é o Victoria Memorial em frente ao Palácio de Buckingham, em Londres. Outras encomendas incluíram o redesenho da efígie da Rainha Vitória na cunhagem britânica, a enorme estátua equestre de bronze de Eduardo, o Príncipe Negro, na City Square de Leeds; e a conclusão da estátua do Príncipe Alberto no Albert Memorial.